# A Mahasz Top 40 albumlistájának első helyezettjei 2020–2029 között
Ez az oldal a Mahasz által minden héten közzé tett Top 40 albumlistájának első helyezettjeit tartalmazza 2020 és 2029 között.

## Első helyezettek

### 2020
| † | 2020 legnagyobb példányszámban eladott albumát jelzi |

| Dátum          | Album                                  | Előadó                          | Forrás |
| -------------- | -------------------------------------- | ------------------------------- | ------ |
| December 27.   | Dilemma                                | Szabyest                        | [ 1 ]  |
| Január 3.      | Liliput Hollywood                      | Tankcsapda                      | [ 2 ]  |
| Január 10.     | Idősziget                              | Ákos                            | [ 3 ]  |
| Január 17.     | Kalózok                                | Jazz+Az                         | [ 4 ]  |
| Január 24.     | Idősziget                              | Ákos                            | [ 5 ]  |
| Január 31.     | Liliput Hollywood                      | Tankcsapda                      | [ 6 ]  |
| Február 7.     | Liliput Hollywood                      | Tankcsapda                      | [ 7 ]  |
| Február 14.    | Ki vagyok én?                          | Pøla                            | [ 8 ]  |
| Február 21.    | Map of the Soul: 7                     | BTS                             | [ 9 ]  |
| Február 28.    | A leghosszabb perc                     | Magna Cum Laude                 | [ 10 ] |
| Március 6.     | A leghosszabb perc                     | Magna Cum Laude                 | [ 11 ] |
| Március 13.    | Nemzeti Dal Ünnep                      | Romantikus Erőszak              | [ 12 ] |
| Március 20.    | Nagy házibuli lemez III.               | Válogatás                       | [ 13 ] |
| Március 27.    | Nemzeti Dal Ünnep                      | Romantikus Erőszak              | [ 14 ] |
| Április 3.     | Nagy házibuli lemez III.               | Válogatás                       | [ 15 ] |
| Április 10.    | Nagy házibuli lemez III.               | Válogatás                       | [ 16 ] |
| Április 17.    | Csak a jót                             | Ossian                          | [ 17 ] |
| Április 24.    | Csak a jót                             | Ossian                          | [ 18 ] |
| Május 1.       | Csak a jót                             | Ossian                          | [ 19 ] |
| Május 8.       | Csak a jót                             | Ossian                          | [ 20 ] |
| Május 15.      | Csak a jót                             | Ossian                          | [ 21 ] |
| Május 22.      | Csak a jót                             | Ossian                          | [ 22 ] |
| Május 29.      | Best Of 2010 - 2015                    | Attila                          | [ 23 ] |
| Június 5.      | Best Of 2010 - 2015                    | Attila                          | [ 24 ] |
| Június 12.     | Best Of 2010 - 2015                    | Attila                          | [ 25 ] |
| Június 19.     | Csak a jót                             | Ossian                          | [ 26 ] |
| Június 26.     | Best Of 2010 - 2015                    | Attila                          | [ 27 ] |
| Július 3.      | Future Nostalgia                       | Dua Lipa                        | [ 28 ] |
| Július 10.     | Best Of 2010 - 2015                    | Attila                          | [ 29 ] |
| Július 17.     | Best Of 2010 - 2015                    | Attila                          | [ 30 ] |
| Július 24.     | Best Of 2010 - 2015                    | Attila                          | [ 31 ] |
| Július 31.     | Best Of 2010 - 2015                    | Attila                          | [ 32 ] |
| Augusztus 7.   | Best Of 2010 - 2015                    | Attila                          | [ 33 ] |
| Augusztus 14.  | Kívánságpiac No. 1.                    | Válogatás                       | [ 34 ] |
| Augusztus 21.  | Best Of 2010 - 2015                    | Attila                          | [ 35 ] |
| Augusztus 28.  | Káros az egészségre 25                 | Junkies                         | [ 36 ] |
| Szeptember 4.  | Káros az egészségre 25                 | Junkies                         | [ 37 ] |
| Szeptember 11. | Living In The Gap + Hungarian Pictures | Mandoki Soulmates               | [ 38 ] |
| Szeptember 18. | Best Of 2010 - 2015                    | Attila                          | [ 39 ] |
| Szeptember 25. | Idősziget Koncert (Dupla Aréna 2019)   | Ákos                            | [ 40 ] |
| Október 2.     | Idősziget Koncert (Dupla Aréna 2019)   | Ákos                            | [ 41 ] |
| Október 9.     | Idősziget Koncert (Dupla Aréna 2019)   | Ákos                            | [ 42 ] |
| Október 16.    | Idősziget Koncert (Dupla Aréna 2019)   | Ákos                            | [ 43 ] |
| Október 23.    | Idősziget Koncert (Dupla Aréna 2019)   | Ákos                            | [ 44 ] |
| Október 30.    | Esszencia                              | Kowalsky meg a Vega             | [ 45 ] |
| November 6.    | Világvégre                             | Kalapács                        | [ 46 ] |
| November 13.   | Power Up                               | AC/DC                           | [ 47 ] |
| November 20.   | Testamentum †                          | Omega                           | [ 48 ] |
| November 27.   | Testamentum †                          | Omega                           | [ 49 ] |
| December 4.    | Testamentum †                          | Omega                           | [ 50 ] |
| December 11.   | Testamentum †                          | Omega                           | [ 51 ] |
| December 18.   | Karácsony                              | Kovács Gyopár & OliverFromEarth | [ 52 ] |
| December 25.   | Testamentum †                          | Omega                           | [ 53 ] |

### 2021
| † | 2021 legnagyobb példányszámban eladott albumát jelzi |

| Dátum          | Album                        | Előadó          | Forrás  |
| -------------- | ---------------------------- | --------------- | ------- |
| Január 1.      | Testamentum †                | Omega           | [ 54 ]  |
| Január 8.      | Testamentum †                | Omega           | [ 55 ]  |
| Január 15.     | Feró 75 - Ahogy Ti zenéltek… | Válogatás       | [ 56 ]  |
| Január 22.     | Feró 75 - Ahogy Ti zenéltek… | Válogatás       | [ 57 ]  |
| Január 29.     | Feró 75 - Ahogy Ti zenéltek… | Válogatás       | [ 58 ]  |
| Február 5.     | Feró 75 - Ahogy Ti zenéltek… | Válogatás       | [ 59 ]  |
| Február 12.    | Feró 75 - Ahogy Ti zenéltek… | Válogatás       | [ 60 ]  |
| Február 19.    | Feró 75 - Ahogy Ti zenéltek… | Válogatás       | [ 61 ]  |
| Február 26.    | Road Movie                   | Válogatás       | [ 62 ]  |
| Március 5.     | Road Movie                   | Válogatás       | [ 63 ]  |
| Március 12.    | Szállnak a dallamok          | Válogatás       | [ 64 ]  |
| Március 19.    | Testamentum †                | Omega           | [ 65 ]  |
| Március 26.    | Zártosztály                  | Hooligans       | [ 66 ]  |
| Április 2.     | Zártosztály                  | Hooligans       | [ 67 ]  |
| Április 9.     | Őszelő                       | Dalriada        | [ 68 ]  |
| Április 16.    | Karma                        | Rúzsa Magdolna  | [ 69 ]  |
| Április 23.    | Zártosztály                  | Hooligans       | [ 70 ]  |
| Április 30.    | Live At Knebworth 1990       | Pink Floyd      | [ 71 ]  |
| Május 7.       | A teljesség                  | Ossian          | [ 72 ]  |
| Május 14.      | A teljesség                  | Ossian          | [ 73 ]  |
| Május 21.      | Teszt alatt a türelem        | Aurora          | [ 74 ]  |
| Május 28.      | Best Of 2016-2020            | Attila          | [ 75 ]  |
| Június 4.      | Karnevál                     | Bëlga           | [ 76 ]  |
| Június 11.     | Senki kedvéért nem fékezünk  | Road            | [ 77 ]  |
| Június 18.     | Best Of 2016-2020            | Attila          | [ 78 ]  |
| Június 25.     | Best Of 2016-2020            | Attila          | [ 79 ]  |
| Július 2.      | Szelíd metálosok             | Kalapács József | [ 80 ]  |
| Július 9.      | Best Of 2016-2020            | Attila          | [ 81 ]  |
| Július 16.     | Nagy házibuli lemez V.       | Válogatás       | [ 82 ]  |
| Július 23.     | Nagy házibuli lemez V.       | Válogatás       | [ 83 ]  |
| Július 30.     | Nagy házibuli lemez V.       | Válogatás       | [ 84 ]  |
| Augusztus 6.   | 20+1                         | Depresszió      | [ 85 ]  |
| Augusztus 13.  | Nagy házibuli lemez V.       | Válogatás       | [ 86 ]  |
| Augusztus 20.  | Nagy házibuli lemez V.       | Válogatás       | [ 87 ]  |
| Augusztus 27.  | Nagy házibuli lemez V.       | Válogatás       | [ 88 ]  |
| Szeptember 3.  | Senjutsu                     | Iron Maiden     | [ 89 ]  |
| Szeptember 10. | Senjutsu                     | Iron Maiden     | [ 90 ]  |
| Szeptember 17. | Ég és föld                   | Follow the Flow | [ 91 ]  |
| Szeptember 24. | Senjutsu                     | Iron Maiden     | [ 92 ]  |
| Október 1.     | Vár rám az élet…             | Balázs Pali     | [ 93 ]  |
| Október 8.     | Infiltration                 | Attila          | [ 94 ]  |
| Október 15.    | Az utolsó békeév             | Ákos            | [ 95 ]  |
| Október 22.    | Most Mi jövünk!              | Ossian          | [ 96 ]  |
| Október 29.    | =                            | Ed Sheeran      | [ 97 ]  |
| November 5.    | Az utolsó békeév             | Ákos            | [ 98 ]  |
| November 12.   | Az utolsó békeév             | Ákos            | [ 99 ]  |
| November 19.   | Infiltration                 | Attila          | [ 100 ] |
| November 26.   | Az utolsó békeév             | Ákos            | [ 101 ] |
| December 3.    | Testamentum †                | Omega           | [ 102 ] |
| December 10.   | Testamentum †                | Omega           | [ 103 ] |
| December 17.   | Testamentum †                | Omega           | [ 104 ] |
| December 24.   | Az utolsó békeév             | Ákos            | [ 105 ] |

### 2022
| † | 2022 legnagyobb példányszámban eladott albumát jelzi |

| Dátum          | Album                                | Előadó                | Forrás  |
| -------------- | ------------------------------------ | --------------------- | ------- |
| December 31.   | Az utolsó békeév                     | Ákos                  | [ 106 ] |
| Január 7.      | Az utolsó békeév                     | Ákos                  | [ 107 ] |
| Január 14.     | Az utolsó békeév                     | Ákos                  | [ 108 ] |
| Január 21.     | Az utolsó békeév                     | Ákos                  | [ 109 ] |
| Január 28.     | Idősziget                            | Ákos                  | [ 110 ] |
| Február 4.     | Az utolsó békeév                     | Ákos                  | [ 111 ] |
| Február 11.    | Az utolsó békeév                     | Ákos                  | [ 112 ] |
| Február 18.    | Az utolsó békeév                     | Ákos                  | [ 113 ] |
| Február 25.    | Az utolsó békeév                     | Ákos                  | [ 114 ] |
| Március 4.     | The War to End All Wars              | Sabaton               | [ 115 ] |
| Március 11.    | Egyszer próbálj ki…                  | Balázs Pali           | [ 116 ] |
| Március 18.    | Egyszer próbálj ki…                  | Balázs Pali           | [ 117 ] |
| Március 25.    | Higher                               | Michael Bublé         | [ 118 ] |
| Április 1.     | Unlimited Love                       | Red Hot Chili Peppers | [ 119 ] |
| Április 8.     | Unlimited Love                       | Red Hot Chili Peppers | [ 120 ] |
| Április 15.    | Legyen X                             | I’m Dorothy           | [ 121 ] |
| Április 22.    | Thud                                 | Kr3ll                 | [ 122 ] |
| Április 29.    | Utolsó                               | Ismerős Arcok         | [ 123 ] |
| Május 6.       | Utolsó                               | Ismerős Arcok         | [ 124 ] |
| Május 13.      | Utolsó                               | Ismerős Arcok         | [ 125 ] |
| Május 20.      | Harry’s House                        | Harry Styles          | [ 126 ] |
| Május 27.      | Harry’s House                        | Harry Styles          | [ 127 ] |
| Június 3.      | Harry’s House                        | Harry Styles          | [ 128 ] |
| Június 10.     | Proof                                | BTS                   | [ 129 ] |
| Június 17.     | Máté Péter In Rock!                  | Karthago              | [ 130 ] |
| Június 24.     | Seventh Rum of a Seventh Rum         | Alestorm              | [ 131 ] |
| Július 1.      | Seventh Rum of a Seventh Rum         | Alestorm              | [ 132 ] |
| Július 8.      | Máté Péter In Rock!                  | Karthago              | [ 133 ] |
| Július 15.     | Harry’s House                        | Harry Styles          | [ 134 ] |
| Július 22.     | Molics Zsolt emlékére                | Az utolsó szó jogán   | [ 135 ] |
| Július 29.     | Nagy házibuli lemez VI.              | Válogatás             | [ 136 ] |
| Augusztus 5.   | Fordított világ                      | Zorall                | [ 137 ] |
| Augusztus 12.  | Beat                                 | Omega                 | [ 138 ] |
| Augusztus 19.  | Nagy házibuli lemez VI.              | Válogatás             | [ 139 ] |
| Augusztus 26.  | Nagy házibuli lemez VI.              | Válogatás             | [ 140 ] |
| Szeptember 2.  | A Sziget                             | iLAND                 | [ 141 ] |
| Szeptember 9.  | A nagy Fradi lemez                   | Válogatás             | [ 142 ] |
| Szeptember 16. | 10000 lépés                          | Omega                 | [ 143 ] |
| Szeptember 23. | Békesség sugárút                     | Paksi Endre           | [ 144 ] |
| Szeptember 30. | Békesség sugárút                     | Paksi Endre           | [ 145 ] |
| Október 7.     | Magunk maradtunk †                   | Ákos                  | [ 146 ] |
| Október 14.    | Magunk maradtunk †                   | Ákos                  | [ 147 ] |
| Október 21.    | Magunk maradtunk †                   | Ákos                  | [ 148 ] |
| Október 28.    | Magunk maradtunk †                   | Ákos                  | [ 149 ] |
| November 4.    | Vissza a Földre                      | Depresszió            | [ 150 ] |
| November 11.   | Vissza a Földre                      | Depresszió            | [ 151 ] |
| November 18.   | Vallomások - Portrévázlat            | Bródy János           | [ 152 ] |
| November 25.   | Több nem is kell (Aréna 2022.01.22.) | Ákos                  | [ 153 ] |
| December 2.    | Magyar képek                         | Mandoki Soulmates     | [ 154 ] |
| December 9.    | Több nem is kell (Aréna 2022.01.22.) | Ákos                  | [ 155 ] |
| December 16.   | Több nem is kell (Aréna 2022.01.22.) | Ákos                  | [ 156 ] |
| December 23.   | Több nem is kell (Aréna 2022.01.22.) | Ákos                  | [ 157 ] |

### 2023
| † | 2023 legnagyobb példányszámban eladott albumát jelzi |

| Dátum        | Album                                | Előadó              | Forrás  |
| ------------ | ------------------------------------ | ------------------- | ------- |
| December 30. | Több nem is kell (Aréna 2022.01.22.) | Ákos                | [ 158 ] |
| Január 6.    | Új törvény                           | Ákos                | [ 159 ] |
| Január 13.   | Új törvény                           | Ákos                | [ 160 ] |
| Január 20.   | Rush!                                | Måneskin            | [ 161 ] |
| Január 27.   | Új törvény                           | Ákos                | [ 162 ] |
| Február 3.   | Új törvény                           | Ákos                | [ 163 ] |
| Február 10.  | Békesség sugárút                     | Paksi Endre         | [ 164 ] |
| Február 17.  | Szavazz magadra!                     | Hungarica           | [ 165 ] |
| Február 24.  | The Name Chapter: Temptation         | Tomorrow X Together | [ 166 ] |
| Március 3.   | The Name Chapter: Temptation         | Tomorrow X Together | [ 167 ] |
| Március 10.  | Mocskos élet                         | Sex Action          | [ 168 ] |
| Március 17.  | Mocskos élet                         | Sex Action          | [ 169 ] |
| Március 24.  | Memento Mori                         | Depeche Mode        | [ 170 ] |
| Március 31.  | Memento Mori                         | Depeche Mode        | [ 171 ] |
| Április 7.   | Meteora                              | Linkin Park         | [ 172 ] |
| Április 14.  | 72 Seasons                           | Metallica           | [ 173 ] |
| Április 21.  | 72 Seasons                           | Metallica           | [ 174 ] |
| Április 28.  | Éjszakai bevetés                     | Pokolgép            | [ 175 ] |
| Május 5.     | Aréna Koncert (2022. november 12.)   | Bródy János         | [ 176 ] |
| Május 12.    | Aréna Koncert (2022. november 12.)   | Bródy János         | [ 177 ] |
| Május 19.    | Aréna Koncert (2022. november 12.)   | Bródy János         | [ 178 ] |
| Május 26.    | Aréna Koncert (2022. november 12.)   | Bródy János         | [ 179 ] |
| Június 2.    | 5-Star †                             | Stray Kids          | [ 180 ] |
| Június 9.    | 5-Star †                             | Stray Kids          | [ 181 ] |
| Június 16.   | 5-Star †                             | Stray Kids          | [ 182 ] |
| Június 23.   | 5-Star †                             | Stray Kids          | [ 183 ] |

| Dátum          | Album Top 40 slágerlista (teljes) | Album Top 40 slágerlista (teljes) | Album Top 40 slágerlista (teljes) | Album Top 40 slágerlista (fizikai hanghordozók) | Album Top 40 slágerlista (fizikai hanghordozók) | Album Top 40 slágerlista (fizikai hanghordozók) |
| Dátum          | Album                             | Előadó                            | Forrás                            | Album                                           | Előadó                                          | Forrás                                          |
| -------------- | --------------------------------- | --------------------------------- | --------------------------------- | ----------------------------------------------- | ----------------------------------------------- | ----------------------------------------------- |
| Június 30.     | Memento †                         | Azahriah                          | [ 184 ]                           | 5-Star †                                        | Stray Kids                                      | [ 185 ]                                         |
| Július 7.      | Memento †                         | Azahriah                          | [ 186 ]                           | 5-Star †                                        | Stray Kids                                      | [ 187 ]                                         |
| Július 14.     | Memento †                         | Azahriah                          | [ 188 ]                           | 5-Star †                                        | Stray Kids                                      | [ 189 ]                                         |
| Július 21.     | Memento †                         | Azahriah                          | [ 190 ]                           | The Ballad of Darren                            | Blur                                            | [ 191 ]                                         |
| Július 28.     | Utopia                            | Travis Scott                      | [ 192 ]                           | 5-Star †                                        | Stray Kids                                      | [ 193 ]                                         |
| Augusztus 4.   | Memento †                         | Azahriah                          | [ 194 ]                           | 5-Star †                                        | Stray Kids                                      | [ 195 ]                                         |
| Augusztus 11.  | Memento †                         | Azahriah                          | [ 196 ]                           | Best Of…1                                       | Animal Cannibals                                | [ 197 ]                                         |
| Augusztus 18.  | Memento †                         | Azahriah                          | [ 198 ]                           | István, a király                                | Szörényi-Bródy                                  | [ 199 ]                                         |
| Augusztus 25.  | tripq                             | Azahriah x DESH                   | [ 200 ]                           | 5-Star †                                        | Stray Kids                                      | [ 201 ]                                         |
| Szeptember 1.  | tripq                             | Azahriah x DESH                   | [ 202 ]                           | 5-Star †                                        | Stray Kids                                      | [ 203 ]                                         |
| Szeptember 8.  | KINCUGI                           | Dzsúdló                           | [ 204 ]                           | István, a király                                | Szörényi-Bródy                                  | [ 205 ]                                         |
| Szeptember 15. | KINCUGI                           | Dzsúdló                           | [ 206 ]                           | 5-Star †                                        | Stray Kids                                      | [ 207 ]                                         |
| Szeptember 22. | Kopaszkutya                       | Hobo Blues Band                   | [ 208 ]                           | Kopaszkutya                                     | Hobo Blues Band                                 | [ 209 ]                                         |
| Szeptember 29. | Kopaszkutya                       | Hobo Blues Band                   | [ 210 ]                           | Kopaszkutya                                     | Hobo Blues Band                                 | [ 211 ]                                         |
| Október 6.     | Kopaszkutya                       | Hobo Blues Band                   | [ 212 ]                           | Kopaszkutya                                     | Hobo Blues Band                                 | [ 213 ]                                         |
| Október 13.    | Karcolatok                        | Ákos                              | [ 214 ]                           | Karcolatok                                      | Ákos                                            | [ 215 ]                                         |
| Október 20.    | Memento †                         | Azahriah                          | [ 216 ]                           | Égi jel                                         | Omega                                           | [ 217 ]                                         |
| Október 27.    | Égigérő                           | Kowalsky meg a Vega               | [ 218 ]                           | Égigérő                                         | Kowalsky meg a Vega                             | [ 219 ]                                         |
| November 3.    | Égigérő                           | Kowalsky meg a Vega               | [ 220 ]                           | Égigérő                                         | Kowalsky meg a Vega                             | [ 221 ]                                         |
| November 10.   | Rock-Star                         | Stray Kids                        | [ 222 ]                           | Rock-Star                                       | Stray Kids                                      | [ 223 ]                                         |
| November 17.   | III. Krúbi                        | Krúbi                             | [ 224 ]                           | Rádió                                           | Hobo                                            | [ 225 ]                                         |
| November 24.   | III. Krúbi                        | Krúbi                             | [ 226 ]                           | Rádió                                           | Hobo                                            | [ 227 ]                                         |
| December 1.    | Christmas                         | Michael Bublé                     | [ 228 ]                           | Golden                                          | Jungkook                                        | [ 229 ]                                         |
| December 8.    | Rapeta                            | Rapülők                           | [ 230 ]                           | Rapeta                                          | Rapülők                                         | [ 231 ]                                         |
| December 15.   | Christmas                         | Michael Bublé                     | [ 232 ]                           | Best of Kicsi Gesztenye Klub                    | Kicsi Gesztenye Klub                            | [ 233 ]                                         |
| December 22.   | Christmas                         | Michael Bublé                     | [ 234 ]                           | The World EP.Fin: Will                          | ATEEZ                                           | [ 235 ]                                         |

### 2024
| † | 2024 legnagyobb példányszámban eladott albumát jelzi |

| Dátum          | Album Top 40 slágerlista (teljes)       | Album Top 40 slágerlista (teljes) | Album Top 40 slágerlista (teljes) | Album Top 40 slágerlista (fizikai hanghordozók) | Album Top 40 slágerlista (fizikai hanghordozók) | Album Top 40 slágerlista (fizikai hanghordozók) |
| Dátum          | Album                                   | Előadó                            | Forrás                            | Album                                           | Előadó                                          | Forrás                                          |
| -------------- | --------------------------------------- | --------------------------------- | --------------------------------- | ----------------------------------------------- | ----------------------------------------------- | ----------------------------------------------- |
| December 29.   | EZER NAP                                | T. Danny                          | [ 236 ]                           | The World EP.Fin: Will                          | ATEEZ                                           | [ 237 ]                                         |
| Január 5.      | Memento                                 | Azahriah                          | [ 238 ]                           | Golden                                          | Jungkook                                        | [ 239 ]                                         |
| Január 12.     | Jubileum+                               | Csepregi Éva                      | [ 240 ]                           | Jubileum+                                       | Csepregi Éva                                    | [ 241 ]                                         |
| Január 19.     | Saviors                                 | Green Day                         | [ 242 ]                           | Saviors                                         | Green Day                                       | [ 243 ]                                         |
| Január 26.     | Memento                                 | Azahriah                          | [ 244 ]                           | Saviors                                         | Green Day                                       | [ 245 ]                                         |
| Február 2.     | Vagy mindent vagy semmit                | Pogány Induló                     | [ 246 ]                           | Saviors                                         | Green Day                                       | [ 247 ]                                         |
| Február 9.     | Angyalok és emberek                     | Ossian                            | [ 248 ]                           | Angyalok és emberek                             | Ossian                                          | [ 249 ]                                         |
| Február 16.    | Vagy mindent vagy semmit                | Pogány Induló                     | [ 250 ]                           | Angyalok és emberek                             | Ossian                                          | [ 251 ]                                         |
| Február 23.    | Vagy mindent vagy semmit                | Pogány Induló                     | [ 252 ]                           | Angyalok és emberek                             | Ossian                                          | [ 253 ]                                         |
| Március 1.     | Vagy mindent vagy semmit                | Pogány Induló                     | [ 254 ]                           | Angyalok és emberek                             | Ossian                                          | [ 255 ]                                         |
| Március 8.     | 0                                       | Beton.Hofi                        | [ 256 ]                           | Fehér zászló                                    | Mudfield                                        | [ 257 ]                                         |
| Március 15.    | 0                                       | Beton.Hofi                        | [ 258 ]                           | Örökzöldek                                      | Leander Szimfonik                               | [ 259 ]                                         |
| Március 22.    | 0                                       | Beton.Hofi                        | [ 260 ]                           | Angyalok és emberek                             | Ossian                                          | [ 261 ]                                         |
| Március 29.    | Vagy mindent vagy semmit                | Pogány Induló                     | [ 262 ]                           | Palásti Csata (1552)                            | Róm Gábriel                                     | [ 263 ]                                         |
| Április 5.     | 0                                       | Beton.Hofi                        | [ 264 ]                           | Palásti Csata (1552)                            | Róm Gábriel                                     | [ 265 ]                                         |
| Április 12.    | Harminc év (Live)                       | Kovács Ákos                       | [ 266 ]                           | Harminc év (Live)                               | Kovács Ákos                                     | [ 267 ]                                         |
| Április 19.    | The Tortured Poets Department           | Taylor Swift                      | [ 268 ]                           | Harminc év (Live)                               | Kovács Ákos                                     | [ 269 ]                                         |
| Április 26.    | The Tortured Poets Department           | Taylor Swift                      | [ 270 ]                           | Harminc év (Live)                               | Kovács Ákos                                     | [ 271 ]                                         |
| Május 3.       | Radical Optimism                        | Dua Lipa                          | [ 272 ]                           | Radical Optimism                                | Dua Lipa                                        | [ 273 ]                                         |
| Május 10.      | Harminc év (Live)                       | Kovács Ákos                       | [ 274 ]                           | Harminc év (Live)                               | Kovács Ákos                                     | [ 275 ]                                         |
| Május 17.      | Hit Me Hard and Soft                    | Billie Eilish                     | [ 276 ]                           | A Memory Of Our Future                          | Mandoki Soulmates                               | [ 277 ]                                         |
| Május 24.      | Hit Me Hard and Soft                    | Billie Eilish                     | [ 278 ]                           | A Memory Of Our Future                          | Mandoki Soulmates                               | [ 279 ]                                         |
| Május 31.      | Hit Me Hard and Soft                    | Billie Eilish                     | [ 280 ]                           | Harminc év (Live)                               | Kovács Ákos                                     | [ 281 ]                                         |
| Június 7.      | Hit Me Hard and Soft                    | Billie Eilish                     | [ 282 ]                           | Harminc év (Live)                               | Kovács Ákos                                     | [ 283 ]                                         |
| Június 14.     | Vasvitéz                                | Rudán Joe                         | [ 284 ]                           | Vasvitéz                                        | Rudán Joe                                       | [ 285 ]                                         |
| Június 21.     | Vagy mindent vagy semmit                | Pogány Induló                     | [ 286 ]                           | Vasvitéz                                        | Rudán Joe                                       | [ 287 ]                                         |
| Június 28.     | NINCS HOLNAP                            | KKevin                            | [ 288 ]                           | Welcome To The Grind                            | Jolly Jackers                                   | [ 289 ]                                         |
| Július 5.      | A ló túloldalán                         | Azahriah x DESH                   | [ 290 ]                           | Vasvitéz                                        | Rudán Joe                                       | [ 291 ]                                         |
| Július 12.     | The Death of Slim Shady (Coup de Grâce) | Eminem                            | [ 292 ]                           | ROMANCE: UNTOLD                                 | ENHYPEN                                         | [ 293 ]                                         |
| Július 19.     | ATE                                     | Stray Kids                        | [ 294 ]                           | ATE                                             | Stray Kids                                      | [ 295 ]                                         |
| Július 26.     | BAKPAKK                                 | DESH x Young Fly                  | [ 296 ]                           | ATE                                             | Stray Kids                                      | [ 297 ]                                         |
| Augusztus 2.   | BAKPAKK                                 | DESH x Young Fly                  | [ 298 ]                           | ATE                                             | Stray Kids                                      | [ 299 ]                                         |
| Augusztus 9.   | BAKPAKK                                 | DESH x Young Fly                  | [ 300 ]                           | ATE                                             | Stray Kids                                      | [ 301 ]                                         |
| Augusztus 16.  | BAKPAKK                                 | DESH x Young Fly                  | [ 302 ]                           | ATE                                             | Stray Kids                                      | [ 303 ]                                         |
| Augusztus 23.  | BAKPAKK                                 | DESH x Young Fly                  | [ 304 ]                           | ATE                                             | Stray Kids                                      | [ 305 ]                                         |
| Augusztus 30.  | BAKPAKK                                 | DESH x Young Fly                  | [ 306 ]                           | ATE                                             | Stray Kids                                      | [ 307 ]                                         |
| Szeptember 6.  | BAKPAKK                                 | DESH x Young Fly                  | [ 308 ]                           | Luck and Strange                                | David Gilmour                                   | [ 309 ]                                         |
| Szeptember 13. | BAKPAKK                                 | DESH x Young Fly                  | [ 310 ]                           | Angyalok és emberek                             | Ossian                                          | [ 311 ]                                         |
| Szeptember 20. | Akusztik - Live Session                 | Road                              | [ 312 ]                           | Akusztik - Live Session                         | Road                                            | [ 313 ]                                         |
| Szeptember 27. | Metropolis                              | Ákos                              | [ 314 ]                           | Metropolis                                      | Ákos                                            | [ 315 ]                                         |
| Október 4.     | Metropolis                              | Ákos                              | [ 316 ]                           | Metropolis                                      | Ákos                                            | [ 317 ]                                         |
| Október 11.    | Metropolis                              | Ákos                              | [ 318 ]                           | Metropolis                                      | Ákos                                            | [ 319 ]                                         |
| Október 18.    | Metropolis                              | Ákos                              | [ 320 ]                           | Metropolis                                      | Ákos                                            | [ 321 ]                                         |
| Október 25.    | Rapülők                                 | Rapülők                           | [ 322 ]                           | Rapülők                                         | Rapülők                                         | [ 323 ]                                         |
| November 1.    | Metropolis                              | Ákos                              | [ 324 ]                           | Metropolis                                      | Ákos                                            | [ 325 ]                                         |
| November 8.    | BAKPAKK                                 | DESH x Young Fly                  | [ 326 ]                           | Képmutatók                                      | Kocsák Tibor - Bródy János                      | [ 327 ]                                         |
| November 15.   | From Zero                               | Linkin Park                       | [ 328 ]                           | From Zero                                       | Linkin Park                                     | [ 329 ]                                         |
| November 22.   | From Zero                               | Linkin Park                       | [ 330 ]                           | From Zero                                       | Linkin Park                                     | [ 331 ]                                         |
| November 29.   | Az utolsó rapszódia                     | Road                              | [ 332 ]                           | Az utolsó rapszódia                             | Road                                            | [ 333 ]                                         |
| December 6.    | Vissza sose nézz                        | Pokolgép                          | [ 334 ]                           | Vissza sose nézz                                | Pokolgép                                        | [ 335 ]                                         |
| December 13.   | HOP                                     | Stray Kids                        | [ 336 ]                           | HOP                                             | Stray Kids                                      | [ 337 ]                                         |
| December 20.   | Christmas                               | Michael Bublé                     | [ 338 ]                           | Harminc év (Live)                               | Ákos                                            | [ 339 ]                                         |

### 2025
| Dátum        | Album Top 40 slágerlista (teljes)                     | Album Top 40 slágerlista (teljes) | Album Top 40 slágerlista (teljes) | Album Top 40 slágerlista (fizikai hanghordozók) | Album Top 40 slágerlista (fizikai hanghordozók) | Album Top 40 slágerlista (fizikai hanghordozók) |
| Dátum        | Album                                                 | Előadó                            | Forrás                            | Album                                           | Előadó                                          | Forrás                                          |
| ------------ | ----------------------------------------------------- | --------------------------------- | --------------------------------- | ----------------------------------------------- | ----------------------------------------------- | ----------------------------------------------- |
| December 27. | HOP                                                   | Stray Kids                        | [ 340 ]                           | HOP                                             | Stray Kids                                      | [ 341 ]                                         |
| Január 3.    | HOP                                                   | Stray Kids                        | [ 342 ]                           | HOP                                             | Stray Kids                                      | [ 343 ]                                         |
| Január 10.   | Orgonabokor                                           | Manuel                            | [ 344 ]                           | HOP                                             | Stray Kids                                      | [ 345 ]                                         |
| Január 17.   | Orgonabokor                                           | Manuel                            | [ 346 ]                           | HOP                                             | Stray Kids                                      | [ 347 ]                                         |
| Január 24.   | Orgonabokor                                           | Manuel                            | [ 348 ]                           | I've Tried Everything But Therapy (Part 2)      | Teddy Swims                                     | [ 349 ]                                         |
| Január 31.   | Hurry Up Tomorrow                                     | The Weeknd                        | [ 350 ]                           | HOP                                             | Stray Kids                                      | [ 351 ]                                         |
| Február 7.   | Orgonabokor                                           | Manuel                            | [ 352 ]                           | Fellázad a semmibe vett öröklét                 | Vágtázó Halottkémek                             | [ 353 ]                                         |
| Február 14.  | Orgonabokor                                           | Manuel                            | [ 354 ]                           | Mindenki valakié                                | Charlie                                         | [ 355 ]                                         |
| Február 21.  | Orgonabokor                                           | Manuel                            | [ 356 ]                           | From Zero                                       | Linkin Park                                     | [ 357 ]                                         |
| Február 28.  | Ezerből egy                                           | Kalapács                          | [ 358 ]                           | Ezerből egy                                     | Kalapács                                        | [ 359 ]                                         |
| Március 7.   | MAYHEM                                                | Lady Gaga                         | [ 360 ]                           | Tabu 25                                         | Junkies                                         | [ 361 ]                                         |
| Március 14.  | MUSIC                                                 | Playboi Carti                     | [ 362 ]                           | Ezerből egy                                     | Kalapács                                        | [ 363 ]                                         |
| Március 21.  | MUSIC                                                 | Playboi Carti                     | [ 364 ]                           | Törékeny                                        | Peter Srámek                                    | [ 365 ]                                         |
| Március 28.  | MUSIC                                                 | Playboi Carti                     | [ 366 ]                           | Best of                                         | TNT                                             | [ 367 ]                                         |
| Április 4.   | Kell az ima                                           | Omen                              | [ 368 ]                           | Kell az ima                                     | Omen                                            | [ 369 ]                                         |
| Április 11.  | Hogyan tudnék élni nélküled? (Eredeti filmzene)       | Filmzene                          | [ 370 ]                           | Vissza sose nézz                                | Pokolgép                                        | [ 371 ]                                         |
| Április 18.  | Hogyan tudnék élni nélküled? (Eredeti filmzene)       | Filmzene                          | [ 372 ]                           | Hogyan tudnék élni nélküled? (Eredeti filmzene) | Filmzene                                        | [ 373 ]                                         |
| Április 25.  | BAKPAKK                                               | DESH x Young Fly                  | [ 374 ]                           | Hogyan tudnék élni nélküled? (Eredeti filmzene) | Filmzene                                        | [ 375 ]                                         |
| Május 2.     | 0                                                     | Beton.Hofi                        | [ 376 ]                           | Pink Floyd At Pompeii MCMLXXII                  | Pink Floyd                                      | [ 377 ]                                         |
| Május 9.     | 0                                                     | Beton.Hofi                        | [ 378 ]                           | Hogyan tudnék élni nélküled? (Eredeti filmzene) | Filmzene                                        | [ 379 ]                                         |
| Május 16.    | From Zero                                             | Linkin Park                       | [ 380 ]                           | From Zero                                       | Linkin Park                                     | [ 381 ]                                         |
| Május 23.    | Magvető                                               | Dalriada                          | [ 382 ]                           | Magvető                                         | Dalriada                                        | [ 383 ]                                         |
| Május 30.    | 0                                                     | Beton.Hofi                        | [ 384 ]                           | Magvető                                         | Dalriada                                        | [ 385 ]                                         |
| Június 6.    | A katona imája                                        | Ákos                              | [ 386 ]                           | A katona imája                                  | Ákos                                            | [ 387 ]                                         |
| Június 13.   | 0                                                     | Beton.Hofi                        | [ 388 ]                           | DESIRE : UNLEASH                                | ENHYPEN                                         | [ 389 ]                                         |
| Június 20.   | 0                                                     | Beton.Hofi                        | [ 390 ]                           | Greatest                                        | Duran Duran                                     | [ 391 ]                                         |
| Június 27.   | The Thunderfist Chronicles                            | Alestorm                          | [ 392 ]                           | The Thunderfist Chronicles                      | Alestorm                                        | [ 393 ]                                         |
| Július 4.    | KPop Demon Hunters (Soundtrack from the Netflix Film) | Filmzene                          | [ 394 ]                           | The Thunderfist Chronicles                      | Alestorm                                        | [ 395 ]                                         |
| Július 11.   | KPop Demon Hunters (Soundtrack from the Netflix Film) | Filmzene                          | [ 396 ]                           | The Thunderfist Chronicles                      | Alestorm                                        | [ 397 ]                                         |
| Július 18.   | KPop Demon Hunters (Soundtrack from the Netflix Film) | Filmzene                          | [ 398 ]                           | The Thunderfist Chronicles                      | Alestorm                                        | [ 399 ]                                         |
| Július 25.   | KPop Demon Hunters (Soundtrack from the Netflix Film) | Filmzene                          | [ 400 ]                           | Veronica Electronica                            | Madonna                                         | [ 401 ]                                         |
| Augusztus 1. | KPop Demon Hunters (Soundtrack from the Netflix Film) | Filmzene                          | [ 402 ]                           | Staféta                                         | Generál                                         | [ 403 ]                                         |
| Augusztus 8. | KPop Demon Hunters (Soundtrack from the Netflix Film) | Filmzene                          | [ 404 ]                           | No Rain, No Flowers                             | The Black Keys                                  | [ 405 ]                                         |